# 劉宗仁
劉宗仁（1484年—？），字容甫，直隸大名縣人，明朝政治人物。

## 生平
治《詩經》，行一，順天府鄉試第一百二十名舉人，年四十歲中式嘉靖二年（1523年）癸未科會試第三百四名，第三甲第八十七名進士。授鄞县知县，听讼明决，断案正确，人称其“刘铁尺”。三载任满，嘉靖九年（1530年）十一月徵授南京云南道御史，因疏论吏部尚书王琼不稱职，被逮下诏狱，不久释放复官。出为扬州府知府。嘉靖二十年（1541年）以陝西副使分巡河西。二十三年四月升本省左参政，致仕归。

## 家族
曾祖劉四。祖父劉福。父劉允。母来氏。慈侍下。弟宗禮、宗智、宗道、宗順、宗禹、宗湯、宗文、宗武。